# Argelès-Bagnères
Pour les articles homonymes, voir Argelès et Bagnères.
Argelès-Bagnères est une commune française située dans le centre du département des Hautes-Pyrénées, en région Occitanie. Sur le plan historique et culturel, la commune est dans la région des Baronnies, dont le nom est issu d’une légende selon laquelle quatre seigneurs du Moyen Âge avaient pour habitude de festoyer ensemble aux sources de l’Arros, chacun d’eux gardant un pied sur sa terre et l’autre sur celle du voisin.
Exposée à un climat de montagne, elle est drainée par le Arrouy, ou Luz,, le ruisseau de Lies et par deux autres cours d'eau. La commune possède un patrimoine naturel remarquable composé de deux zones naturelles d'intérêt écologique, faunistique et floristique.
Argelès-Bagnères est une commune rurale qui compte 103 habitants en 2022, après avoir connu un pic de population de 308 habitants en 1872. Elle fait partie de l'aire d'attraction de Bagnères-de-Bigorre. Ses habitants sont appelés les Argelésois ou  Argelésoises.

## Géographie

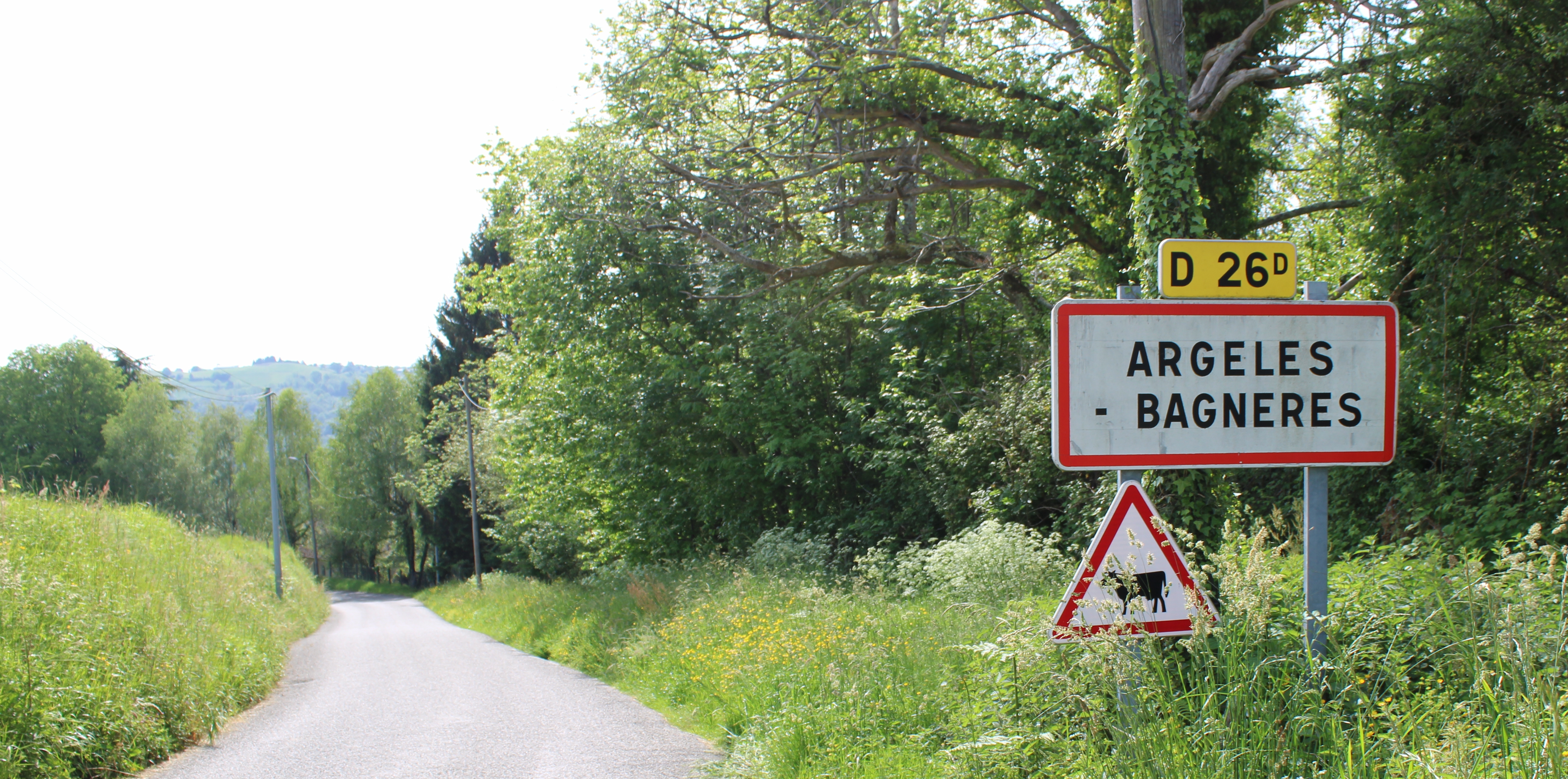
Entrée de la commune.

### Localisation
La commune d'Argelès-Bagnères se trouve dans le département des Hautes-Pyrénées, en région Occitanie.
Elle se situe à 19 km à vol d'oiseau de Tarbes, préfecture du département, à 5 km de Bagnères-de-Bigorre, sous-préfecture, et à 11 km de Tournay, bureau centralisateur du canton de la Vallée de l'Arros et des Baïses dont dépend la commune depuis 2015 pour les élections départementales.
La commune fait en outre partie du bassin de vie de Bagnères-de-Bigorre.
Les communes les plus proches sont : 
Uzer (1,3 km), Castillon (1,3 km), Bettes (1,7 km), Mérilheu (1,9 km), Lies (2,8 km), Hauban (2,9 km), Esconnets (3,4 km), Espieilh (3,9 km).
Sur le plan historique et culturel, Argelès-Bagnères fait partie de la région des Baronnies, dont le nom est issu d’une légende selon laquelle quatre seigneurs du MoyenAge (les barrons d’Esparros et de Lomné, le vicomte d’Asté et le sire d’Uzer) avaient pour habitude de festoyer ensemble aux sources de l’Arros, chacun d’eux gardant un pied sur sa terre et l’autre sur celle du voisin.
|                     | Cieutat          |           |
| Mérilheu            | Argelès-Bagnères | Castillon |
| Bagnères-de-Bigorre | Uzer             |           |

### Hydrographie

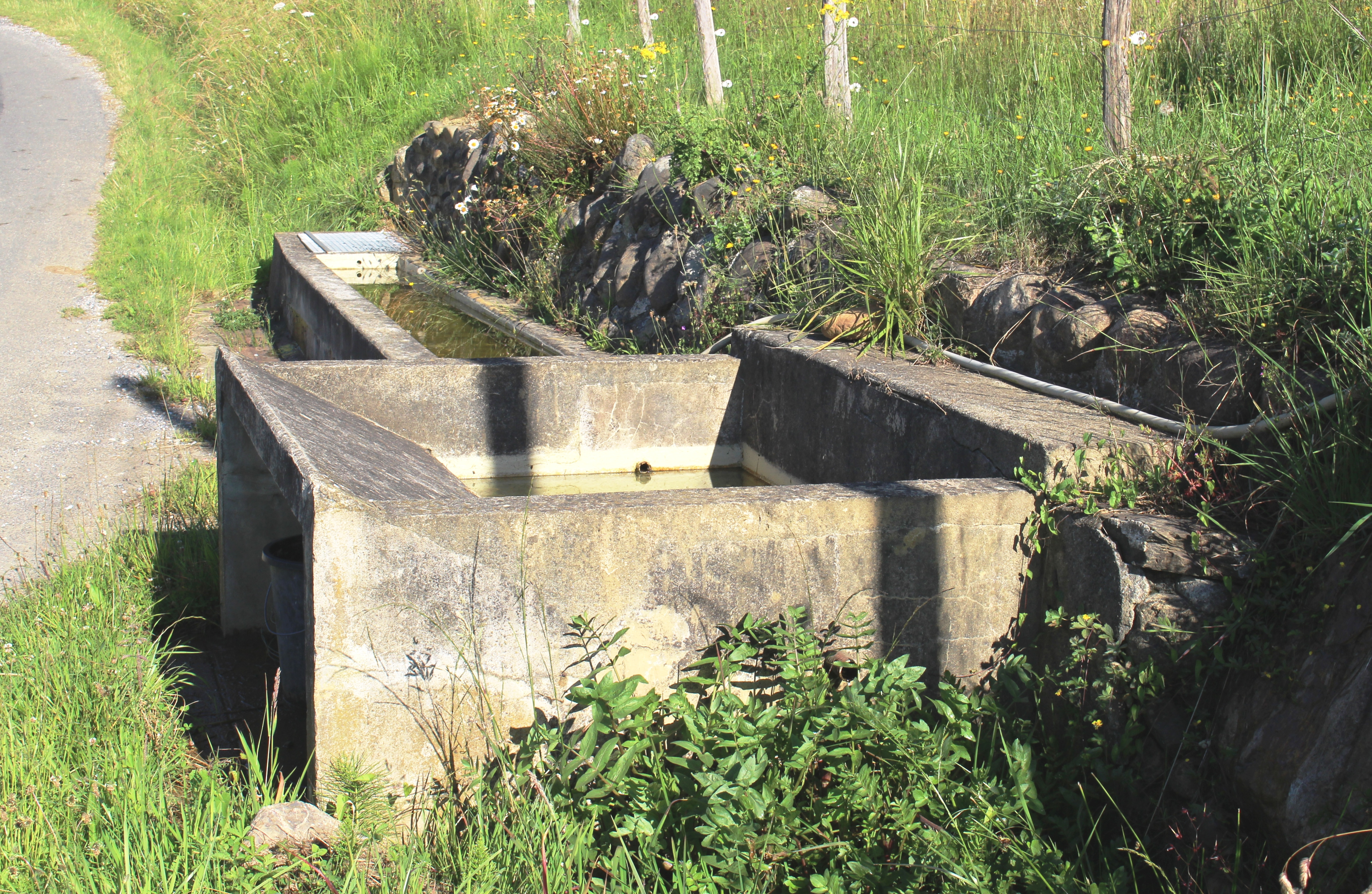
La fontaine.

La commune est dans le bassin de l'Adour, au sein du bassin hydrographique Adour-Garonne. Elle est drainée par l'Arrouy, ou Luz,, le ruisseau de Lies, L'Estampe et par un petit cours d'eau, constituant un réseau hydrographique de 4 km de longueur totale,.
L'Arrouy, ou Luz,, d'une longueur totale de 10,3 km, prend sa source dans la commune de Gerde et s'écoule du sud vers le nord. Il traverse la commune et se jette dans l'Arros à Bonnemazon, après avoir traversé 7 communes.

### Climat
Le climat est tempéré de type océanique, en raison de l'influence proche de l'océan Atlantique situé à peu près 150 km plus à l'ouest. La proximité des Pyrénées fait que la commune profite d'un effet de foehn, il peut aussi y neiger en hiver, même si cela reste inhabituel.
| Mois                              | jan.  | fév.  | mars  | avril | mai   | juin  | jui.  | août  | sep.  | oct.  | nov.  | déc.  | année   |
| --------------------------------- | ----- | ----- | ----- | ----- | ----- | ----- | ----- | ----- | ----- | ----- | ----- | ----- | ------- |
| Température minimale moyenne (°C) | 0,6   | 1,3   | 2,7   | 5,2   | 8,3   | 11,6  | 14,1  | 13,9  | 11,7  | 8     | 3,6   | 1,3   | 6,9     |
| Température moyenne (°C)          | 5,3   | 6,1   | 7,8   | 10    | 13,3  | 16,7  | 19,3  | 19    | 17,2  | 13,3  | 8,5   | 5,8   | 11,9    |
| Température maximale moyenne (°C) | 9,9   | 11    | 12,9  | 14,8  | 18,3  | 21,7  | 24,5  | 24    | 22,6  | 18,6  | 13,4  | 10,4  | 16,8    |
| Ensoleillement (h)                | 108,8 | 118,8 | 155,6 | 157,2 | 181,3 | 191,5 | 215,5 | 196,4 | 194,5 | 164,4 | 124,4 | 104,4 | 1 912,8 |
| Précipitations (mm)               | 112,8 | 97,5  | 100,2 | 105,7 | 113,6 | 80,7  | 57,3  | 70,3  | 71    | 85,2  | 93    | 112,1 | 1 099,4 |

### Milieux naturels et biodiversité
L’inventaire des zones naturelles d'intérêt écologique, faunistique et floristique (ZNIEFF) a pour objectif de réaliser une couverture des zones les plus intéressantes sur le plan écologique, essentiellement dans la perspective d’améliorer la connaissance du patrimoine naturel national et de fournir aux différents décideurs un outil d’aide à la prise en compte de l’environnement dans l’aménagement du territoire.
Une ZNIEFF de type 1 est recensée sur la commune,
le « réseau hydrographique des Baronnies » (390 ha), couvrant 35 communes du département et une ZNIEFF de type 2,,
les « Baronnies » (20 367 ha), couvrant 43 communes du département.

## Urbanisme

### Typologie
Au 1er janvier 2024, Argelès-Bagnères est catégorisée commune rurale à habitat dispersé, selon la nouvelle grille communale de densité à sept niveaux définie par l'Insee en 2022.
Elle est située hors unité urbaine. Par ailleurs la commune fait partie de l'aire d'attraction de Bagnères-de-Bigorre, dont elle est une commune de la couronne,. Cette aire, qui regroupe 21 communes, est catégorisée dans les aires de moins de 50 000 habitants,.

### Occupation des sols
L'occupation des sols de la commune, telle qu'elle ressort de la base de données européenne d’occupation biophysique des sols Corine Land Cover (CLC), est marquée par l'importance des territoires agricoles (92,3 % en 2018), une proportion identique à celle de 1990 (92,3 %). La répartition détaillée en 2018 est la suivante : 
zones agricoles hétérogènes (48 %), prairies (44,3 %), forêts (7,7 %).
L'IGN met par ailleurs à disposition un outil en ligne permettant de comparer l’évolution dans le temps de l’occupation des sols de la commune (ou de territoires à des échelles différentes). Plusieurs époques sont accessibles sous forme de cartes ou photos aériennes : la carte de Cassini (XVIIIe siècle), la carte d'état-major (1820-1866) et la période actuelle (1950 à aujourd'hui).

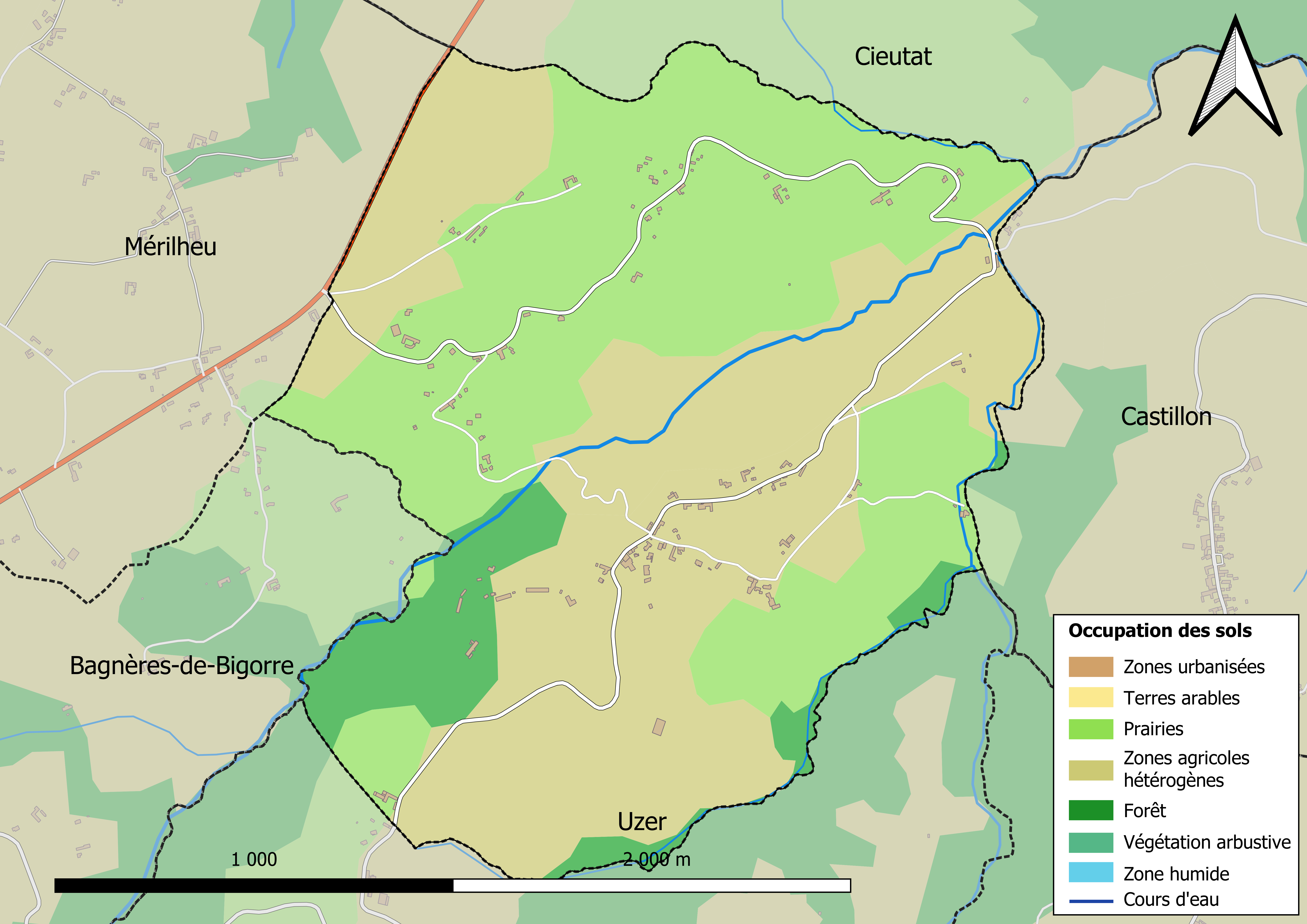
Carte des infrastructures et de l'occupation des sols en 2018 (CLC) de la commune.
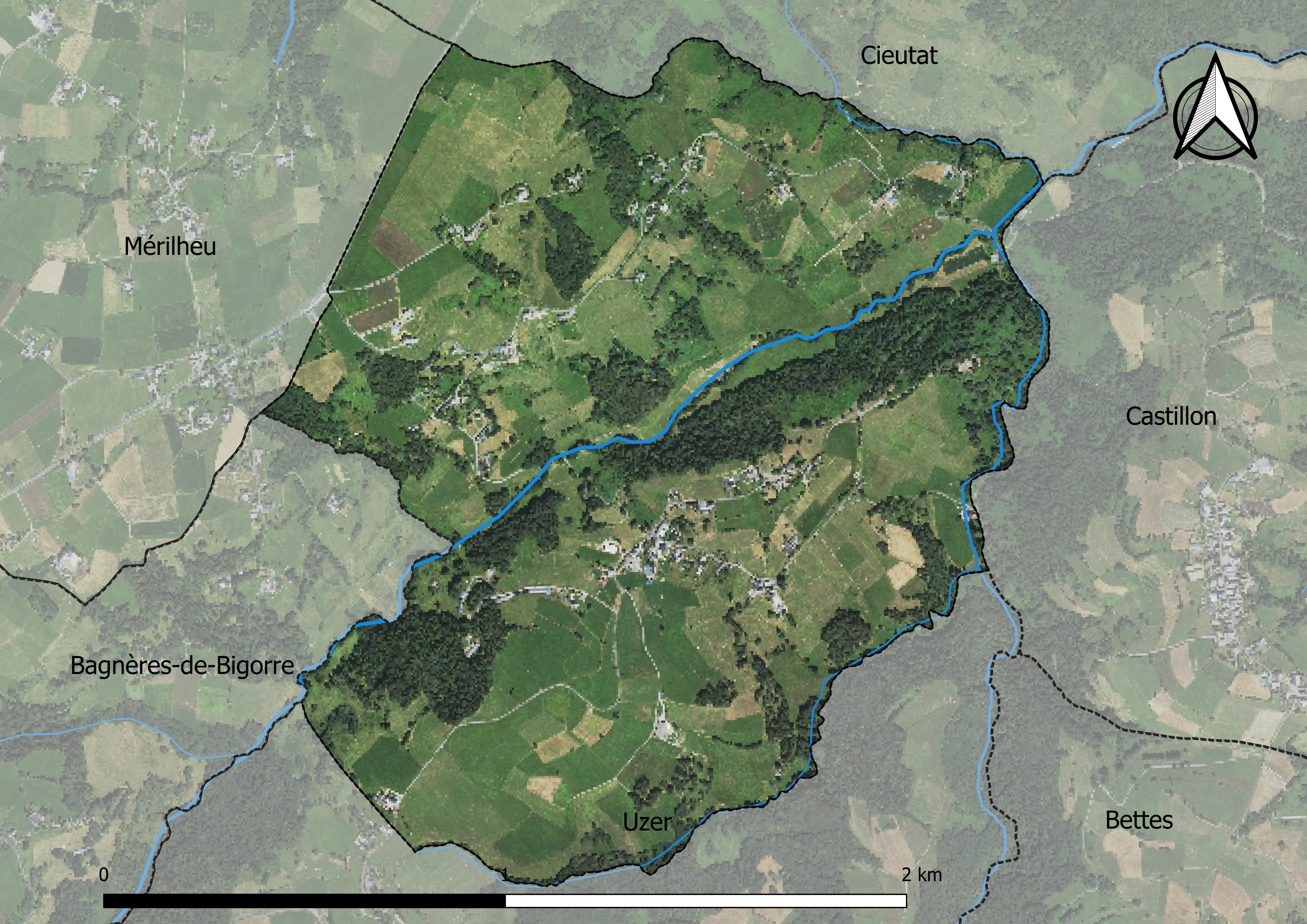
Carte orthophotogrammétrique de la commune.

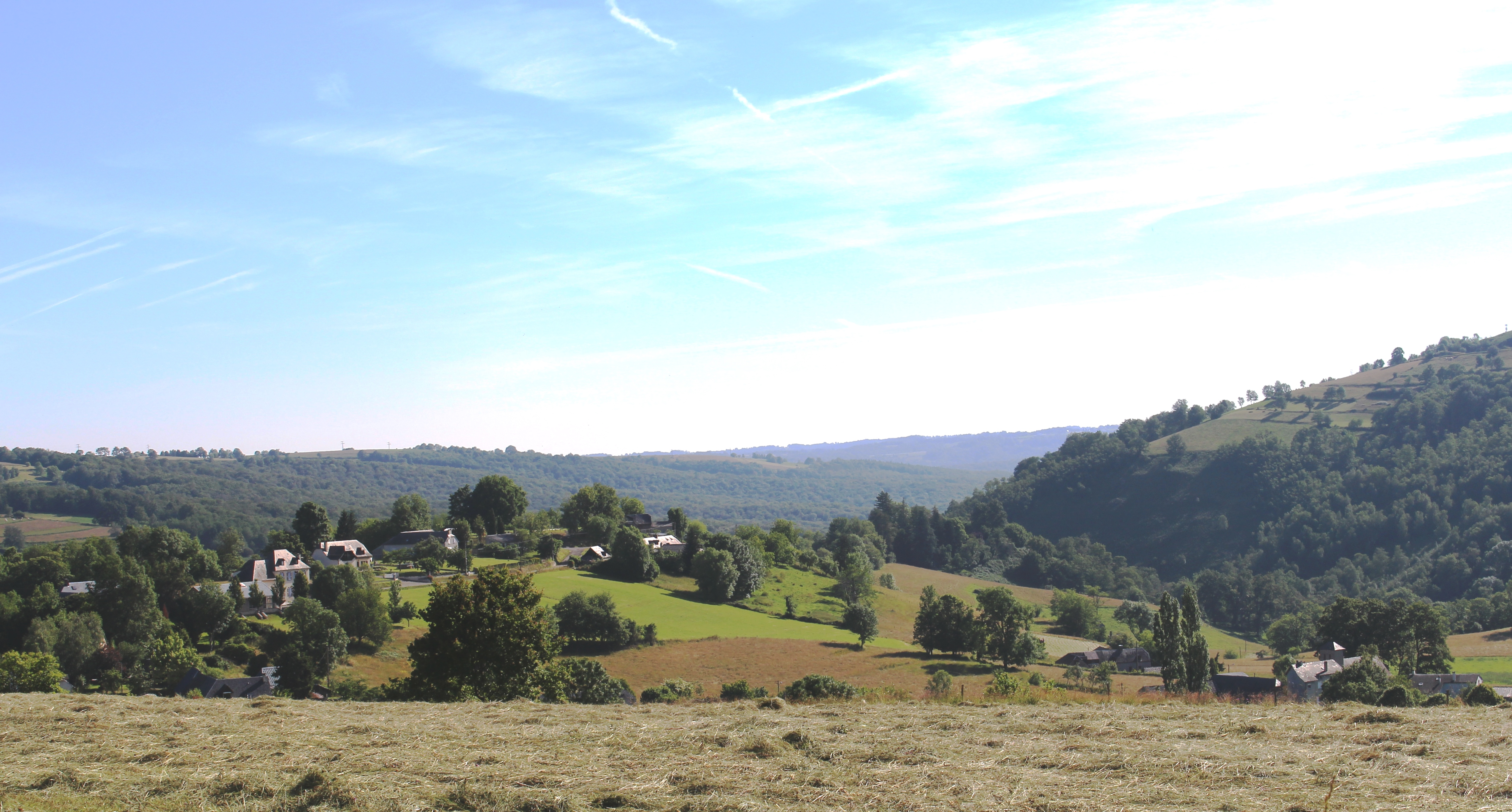
Vue en été.

### Logement
En 2012, le nombre total de logements dans la commune est de 68.

Parmi ces logements, 73,6 % sont des résidences principales, 18,5 % des résidences secondaires et 7,9 % des logements vacants.

### Voies de communication et transports
Cette commune est desservie par la route départementale D 26d.

### Risques majeurs
Le territoire de la commune d'Argelès-Bagnères est vulnérable à différents aléas naturels : météorologiques (tempête, orage, neige, grand froid, canicule ou sécheresse), inondations, feux de forêts, mouvements de terrains et séisme (sismicité moyenne). Il est également exposé à un risque particulier : le risque de radon. Un site publié par le BRGM permet d'évaluer simplement et rapidement les risques d'un bien localisé soit par son adresse soit par le numéro de sa parcelle.

#### Risques naturels
Certaines parties du territoire communal sont susceptibles d’être affectées par le risque d’inondation par débordement de cours d'eau, notamment l'Arrouy. La cartographie des zones inondables en ex-Midi-Pyrénées réalisée dans le cadre du XIe Contrat de plan État-région, visant à informer les citoyens et les décideurs sur le risque d’inondation, est accessible sur le site de la DREAL Occitanie. La commune a été reconnue en état de catastrophe naturelle au titre des dommages causés par les inondations et coulées de boue survenues en 1982, 1999 et 2009,.
Argelès-Bagnères est exposée au risque de feu de forêt. Un plan départemental de protection des forêts contre les incendies a été approuvé par arrêté préfectoral le 21 avril 2020 pour la période 2020-2029. Le précédent couvrait la période 2007-2017. L’emploi du feu est régi par deux types de réglementations. D’abord le code forestier et l’arrêté préfectoral du 27 octobre 2014, qui réglementent l’emploi du feu à moins de 200 m des espaces naturels combustibles sur l’ensemble du département. Ensuite celle établie dans le cadre de la lutte contre la pollution de l’air, qui interdit le brûlage des déchets verts des particuliers. L’écobuage est quant à lui réglementé dans le cadre de commissions locales d’écobuage (CLE)

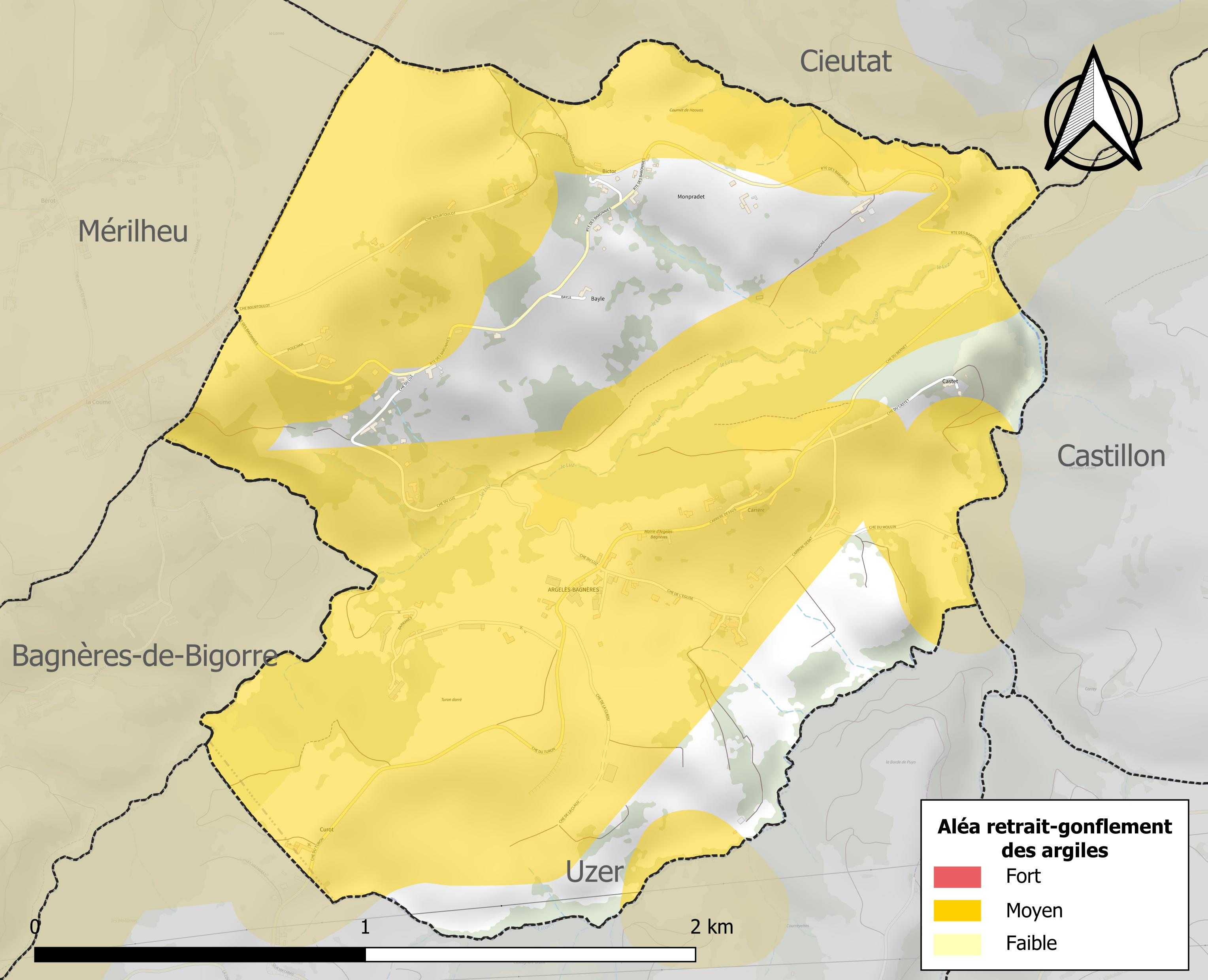
Carte des zones d'aléa retrait-gonflement des sols argileux d'Argelès-Bagnères.

Les mouvements de terrains susceptibles de se produire sur la commune sont des tassements différentiels.
Le retrait-gonflement des sols argileux est susceptible d'engendrer des dommages importants aux bâtiments en cas d’alternance de périodes de sécheresse et de pluie. 75,8 % de la superficie communale est en aléa moyen ou fort (44,5 % au niveau départemental et 48,5 % au niveau national). Sur les 70 bâtiments dénombrés sur la commune en 2019, 49 sont en aléa moyen ou fort, soit 70 %, à comparer aux 75 % au niveau départemental et 54 % au niveau national. Une cartographie de l'exposition du territoire national au retrait gonflement des sols argileux est disponible sur le site du BRGM,.
Par ailleurs, afin de mieux appréhender le risque d’affaissement de terrain, l'inventaire national des cavités souterraines permet de localiser celles situées sur la commune.
Concernant les mouvements de terrains, la commune a été reconnue en état de catastrophe naturelle au titre des dommages causés par des mouvements de terrain en 1999.

#### Risque particulier
Dans plusieurs parties du territoire national, le radon, accumulé dans certains logements ou autres locaux, peut constituer une source significative d’exposition de la population aux rayonnements ionisants. Certaines communes du département sont concernées par le risque radon à un niveau plus ou moins élevé. Selon la classification de 2018, la commune d'Argelès-Bagnères est classée en zone 2, à savoir zone à potentiel radon faible mais sur lesquelles des facteurs géologiques particuliers peuvent faciliter le transfert du radon vers les bâtiments.

## Toponymie

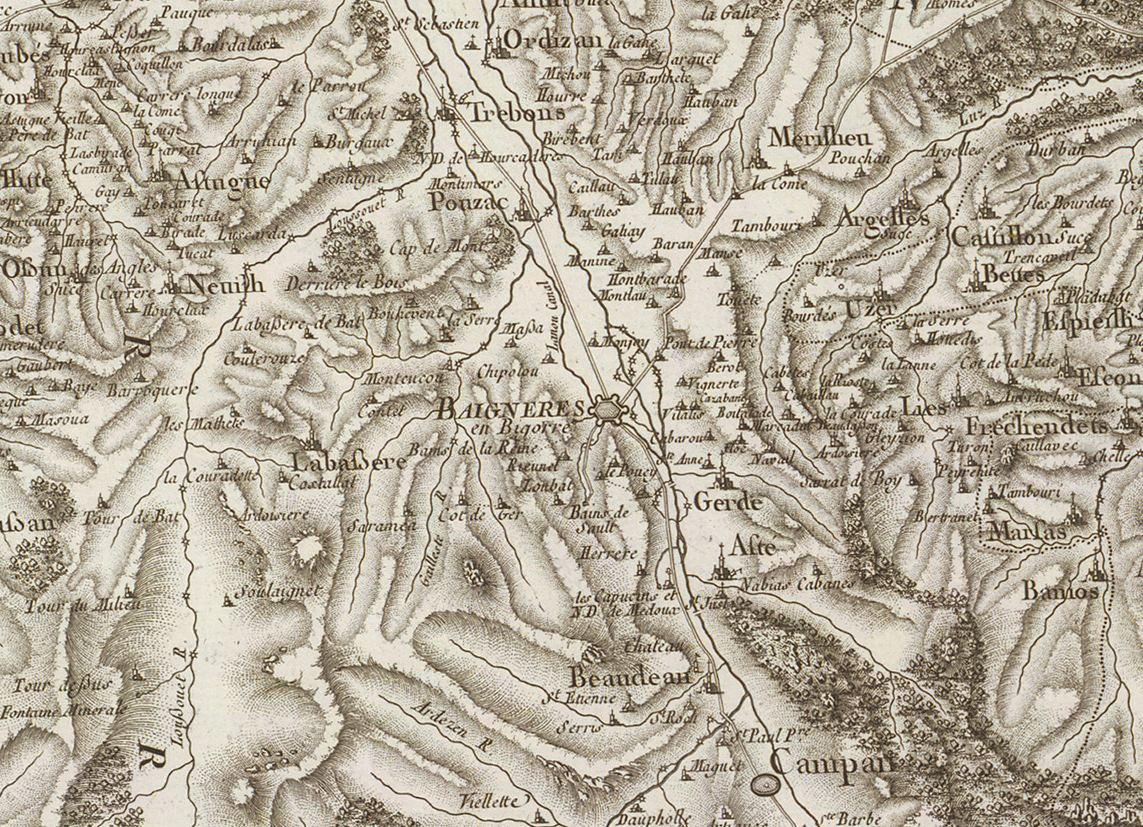
Extrait de la carte de Cassini (entre 1756 et 1789) situant Argelès-Bagnères à l'est de Bagnères-de-Bigorre.

On trouvera les principales informations dans le Dictionnaire toponymique des communes des Hautes-Pyrénées de Michel Grosclaude et Jean-François Le Nail qui rapporte les dénominations historiques du village.
Dénominations historiques :
- Argiles (v. 1200-1230, cartulaire de Bigorre) ;
- Bernardus d’Argeles, latin et gascon (1251, testament Pétronille) ;
- Argelers (1285, montre Bigorre ; 1313, Debita regi Navarre) ;
- Arnaldus de Argileriis, latin (1300, enquête Bigorre) ;
- De Argeleriis, latin (1313, Debita regi Navarre ; 1342, pouillé de Tarbes ; 1369, Larcher, Castelbajac ; etc.) ;
- Argelers (1429, censier de Bigorre) ;
- Argelès-près-Bagnères (1768, Duco) ;
- Argellez en Bigorre (1750, 1751, 1753, 1754-1760, registres paroissiaux) ;
- Argellez (1790, Département 1) ;
- Argelles (fin XVIIIe siècle, carte de Cassini).

Étymologie : du gascon argelèrs (= argileux, sous-entendu : terrains) ; du latin argilla + suffixe arium (au pluriel).
Nom occitan : Argelèrs.

## Histoire

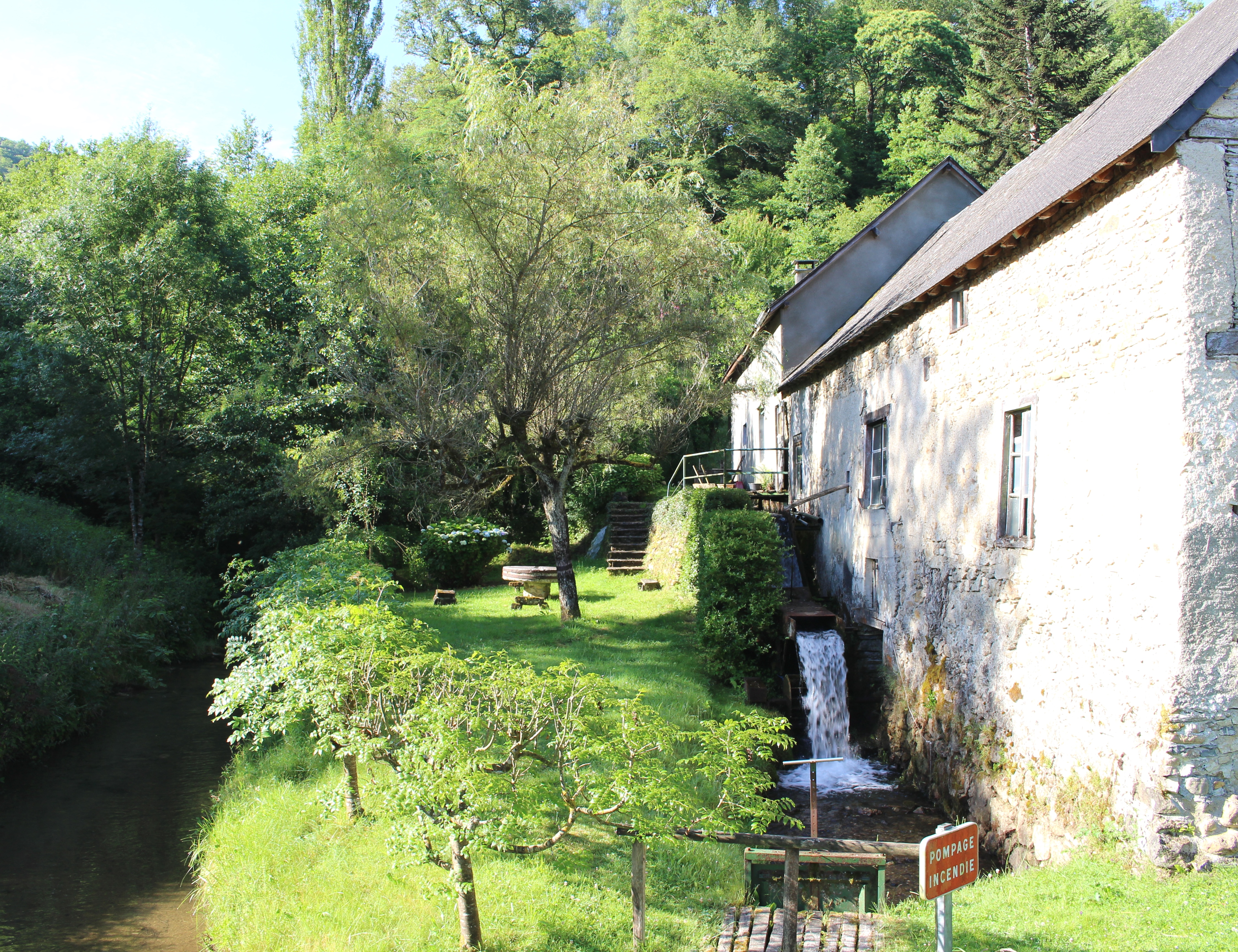
Le moulin limitrophe avec Castillon en 2016.

C'est par référendum que les habitants de ce village ont été amenés à confirmer vers 2000 le nom de leur commune.
En effet, l'administration française l'avait réduit à « Argelès » dans bon nombre de ses bases de données, entraînant de fait des incohérences dans les différents services administratifs et postaux.
Par sa terre argileuse qui est à l'origine de son nom, le village était fleuri de bon nombre de cerisiers qui ont fait le surnom de la commune : « Argelès-les-Cerises ».
Confronté à ces différentes appellations, le conseil municipal a décidé de lancer une démarche de changement de nom de la commune. Pour cela, il a demandé à chaque habitant de proposer les noms souhaités. Tous ont été soumis au vote en deux tours. C'est « Argelès-Bagnères » qui a remporté le plus grand nombre de suffrages.
Le nom et la procédure ont été validés par décret du Conseil d'État le 1er aout 2003. Cette procédure de changement de nom communal semble assez fréquente.

### Cadastre napoléonien d'Argelès-Bagnères
Le plan cadastral napoléonien d'Argelès-Bagnères est consultable sur le site des Archives départementales des Hautes-Pyrénées.

## Politique et administration

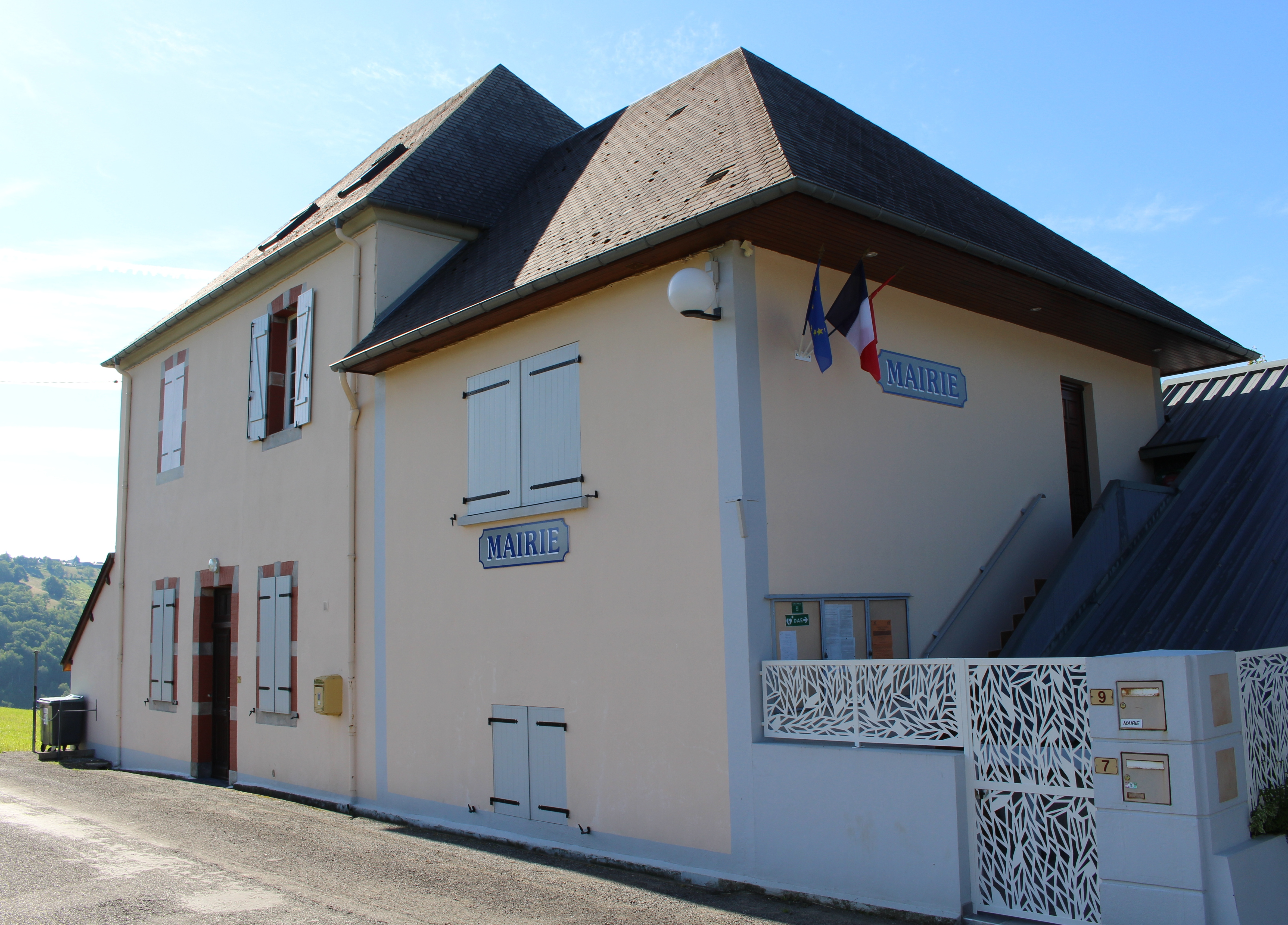
La mairie en 2016.

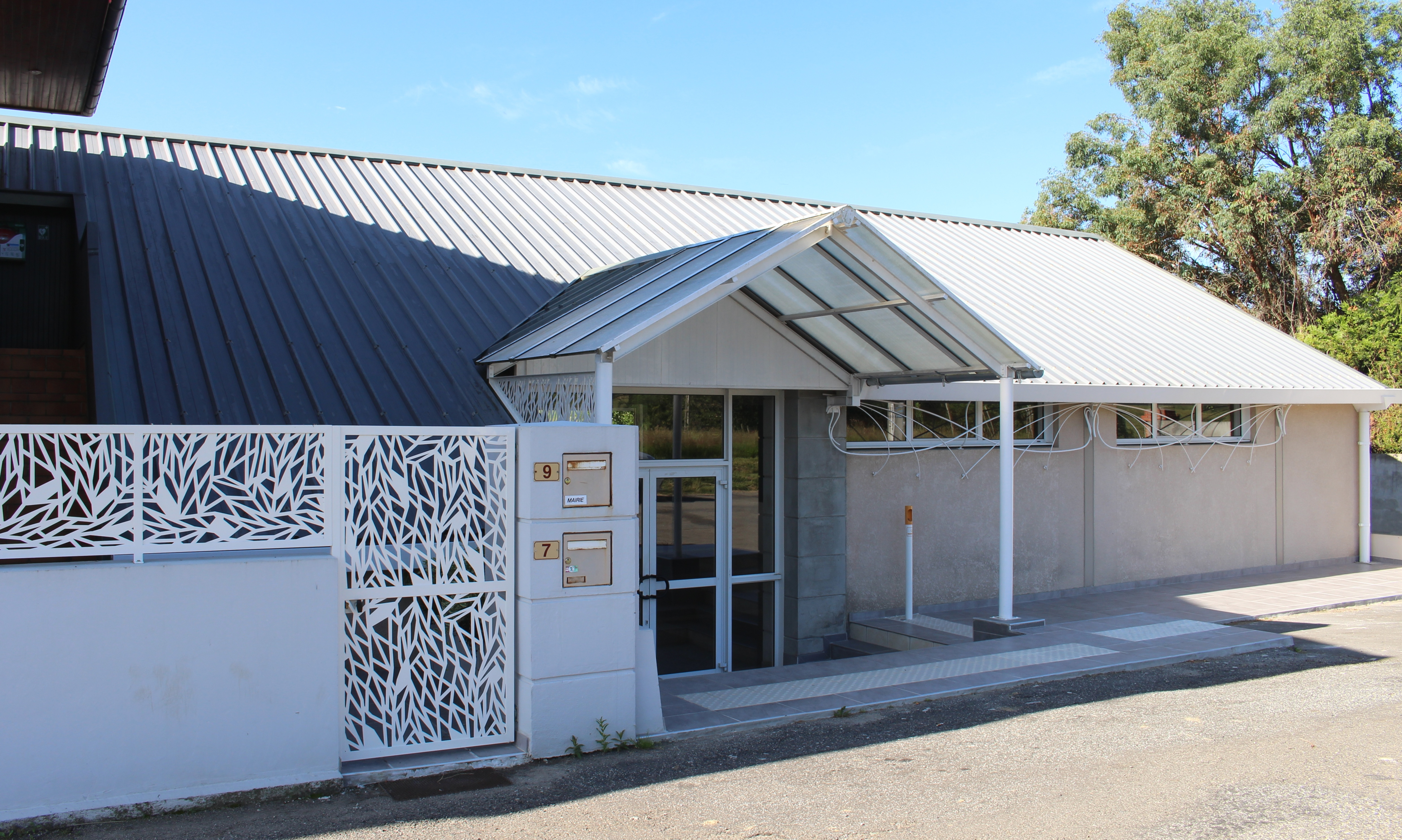
Le foyer rural en 2016.

### Liste des maires
| Période                                  | Période   | Identité     | Étiquette | Qualité       |
| ---------------------------------------- | --------- | ------------ | --------- | ------------- |
| Les données manquantes sont à compléter. |           |              |           |               |
|                                          |           |              |           |               |
| mars 2001                                | mars 2020 | René Jourdan | UMP-LR    | retraité      |
| mars 2020                                | en cours  | Daniel Manse |           | fonctionnaire |

### Rattachements administratifs et électoraux

#### Historique administratif
Pays et  sénéchaussée de Bigorre, quarteron de Bagnères, canton de Bagnères-de-Bigorre (depuis 1790).

#### Intercommunalité
Argelès-Bagnères appartient à la communauté de communes Haute-Bigorre créée en décembre 1994 et qui réunit 24 communes.

## Population et société

### Démographie

#### Évolution démographique
L'évolution du nombre d'habitants est connue à travers les recensements de la population effectués dans la commune depuis 1793. Pour les communes de moins de 10 000 habitants, une enquête de recensement portant sur toute la population est réalisée tous les cinq ans, les populations de référence des années intermédiaires étant quant à elles estimées par interpolation ou extrapolation. Pour la commune, le premier recensement exhaustif entrant dans le cadre du nouveau dispositif a été réalisé en 2008.

En 2022, la commune comptait 103 habitants, en évolution de −10,43 % par rapport à 2016 (Hautes-Pyrénées : +1,59 %, France hors Mayotte : +2,11 %).
| 1793 | 1800 | 1806 | 1821 | 1831 | 1836 | 1841 | 1846 | 1851 |
| ---- | ---- | ---- | ---- | ---- | ---- | ---- | ---- | ---- |
| 210  | 131  | 214  | 227  | 250  | 271  | 297  | 282  | 268  |

| 1856 | 1861 | 1866 | 1872 | 1876 | 1881 | 1886 | 1891 | 1896 |
| ---- | ---- | ---- | ---- | ---- | ---- | ---- | ---- | ---- |
| 274  | 286  | 290  | 308  | 287  | 259  | 268  | 238  | 232  |

| 1901 | 1906 | 1911 | 1921 | 1926 | 1931 | 1936 | 1946 | 1954 |
| ---- | ---- | ---- | ---- | ---- | ---- | ---- | ---- | ---- |
| 213  | 185  | 170  | 151  | 172  | 171  | 148  | 141  | 148  |

| 1962 | 1968 | 1975 | 1982 | 1990 | 1999 | 2006 | 2008 | 2013 |
| ---- | ---- | ---- | ---- | ---- | ---- | ---- | ---- | ---- |
| 109  | 100  | 97   | 97   | 111  | 135  | 125  | 122  | 117  |

| 2018 | 2022 | - | - | - | - | - | - | - |
| ---- | ---- | - | - | - | - | - | - | - |
| 106  | 103  | - | - | - | - | - | - | - |

### Enseignement
La commune dépend de l'académie de Toulouse. Elle ne dispose plus d'école en 2016.

### Manifestations culturelles et festivités
La vie du village est rythmée par les activités du Foyer rural d'Argelès-les-Cerises (Association loi de 1901). Les grands rendez-vous sont :
- Méchoui, le dimanche de Pentecôte ;
- Fête patronale, le 15 août ;
- Loto, le 10 novembre ;
- Intervillages, voyages organisés.

### Médias
Certains plans de La Passion de Bernadette, film de Jean Delannoy avec Sydney Penny retraçant la vie de Bernadette Soubirous, ont été tournés autour du Moulin d'Argelès.

## Économie

### Emploi
| Division       | 2008  | 2013  | 2018  |
| -------------- | ----- | ----- | ----- |
| Commune        | 6,3 % | 6,7 % | 8,1 % |
| Département    | 7,7 % | 9,4 % | 9,8 % |
| France entière | 8,3 % | 10 %  | 10 %  |

En 2018, la population âgée de 15 à 64 ans s'élève à 62 personnes, parmi lesquelles on compte 85,5 % d'actifs (77,4 % ayant un emploi et 8,1 % de chômeurs) et 14,5 % d'inactifs,. Depuis 2008, le taux de chômage communal (au sens du recensement) des 15-64 ans est inférieur à celui de la France et du département.
La commune fait partie de la couronne de l'aire d'attraction de Bagnères-de-Bigorre, du fait qu'au moins 15 % des actifs travaillent dans le pôle,. Elle compte 97 emplois en 2018, contre 141 en 2013 et 62 en 2008. Le nombre d'actifs ayant un emploi résidant dans la commune est de 48, soit un indicateur de concentration d'emploi de 201,1 % et un taux d'activité parmi les 15 ans ou plus de 57,6 %.
Sur ces 48 actifs de 15 ans ou plus ayant un emploi, 6 travaillent dans la commune, soit 13 % des habitants. Pour se rendre au travail, 89,6 % des habitants utilisent un véhicule personnel ou de fonction à quatre roues et 10,4 % n'ont pas besoin de transport (travail au domicile).

## Culture locale et patrimoine

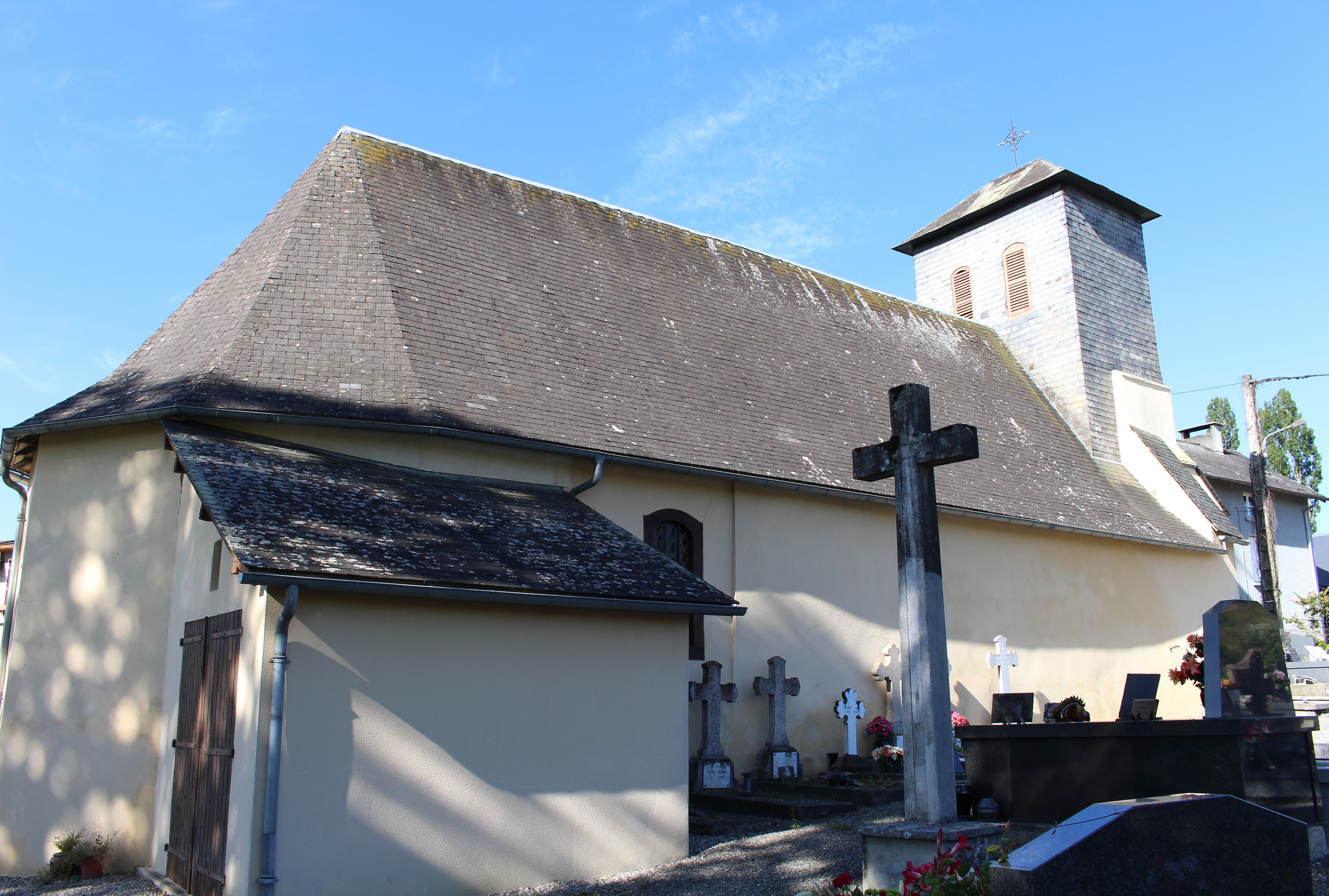
L'église de l'Assomption en 2016.

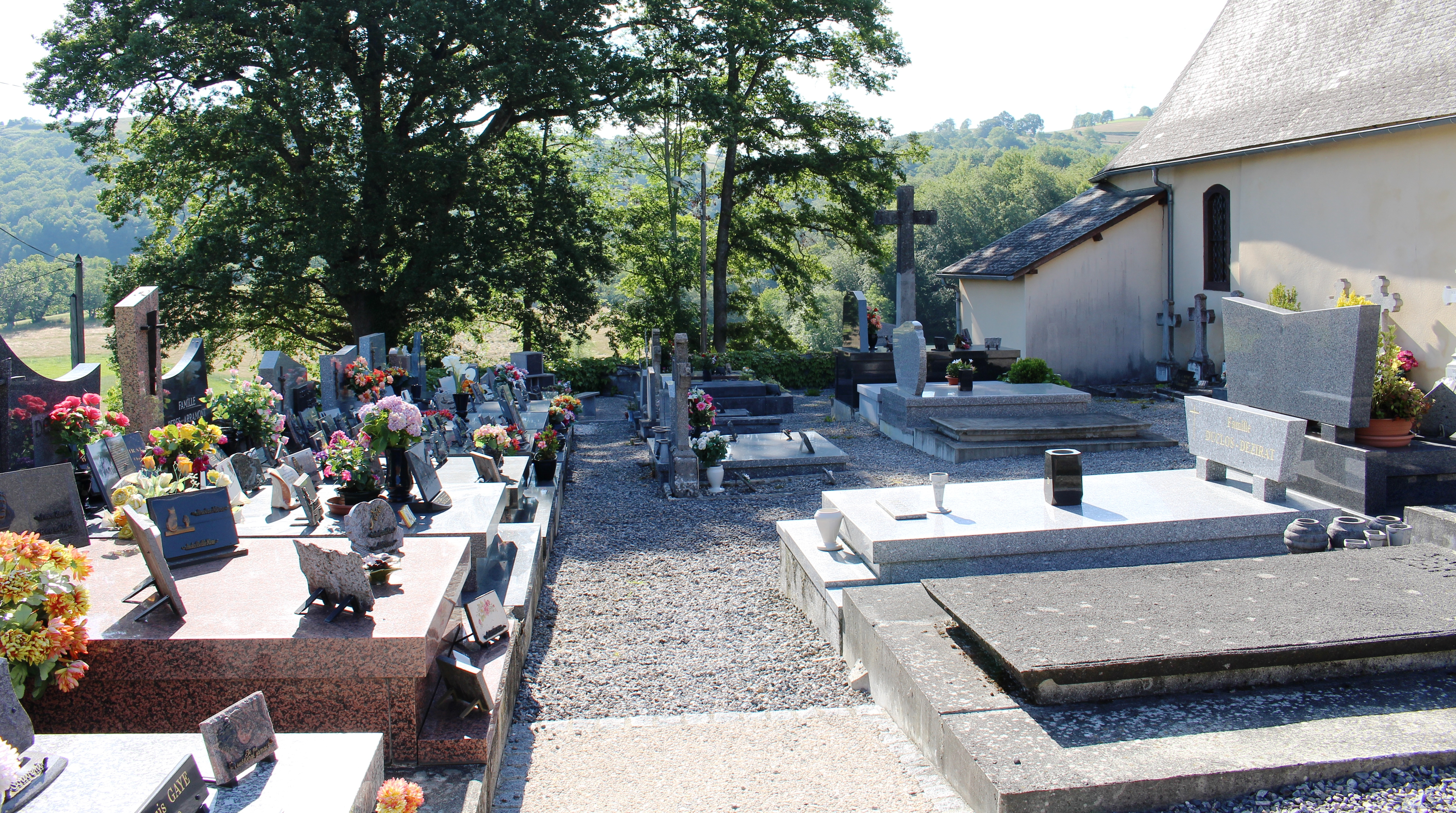
Le cimetière.

### Lieux et monuments

Croix.
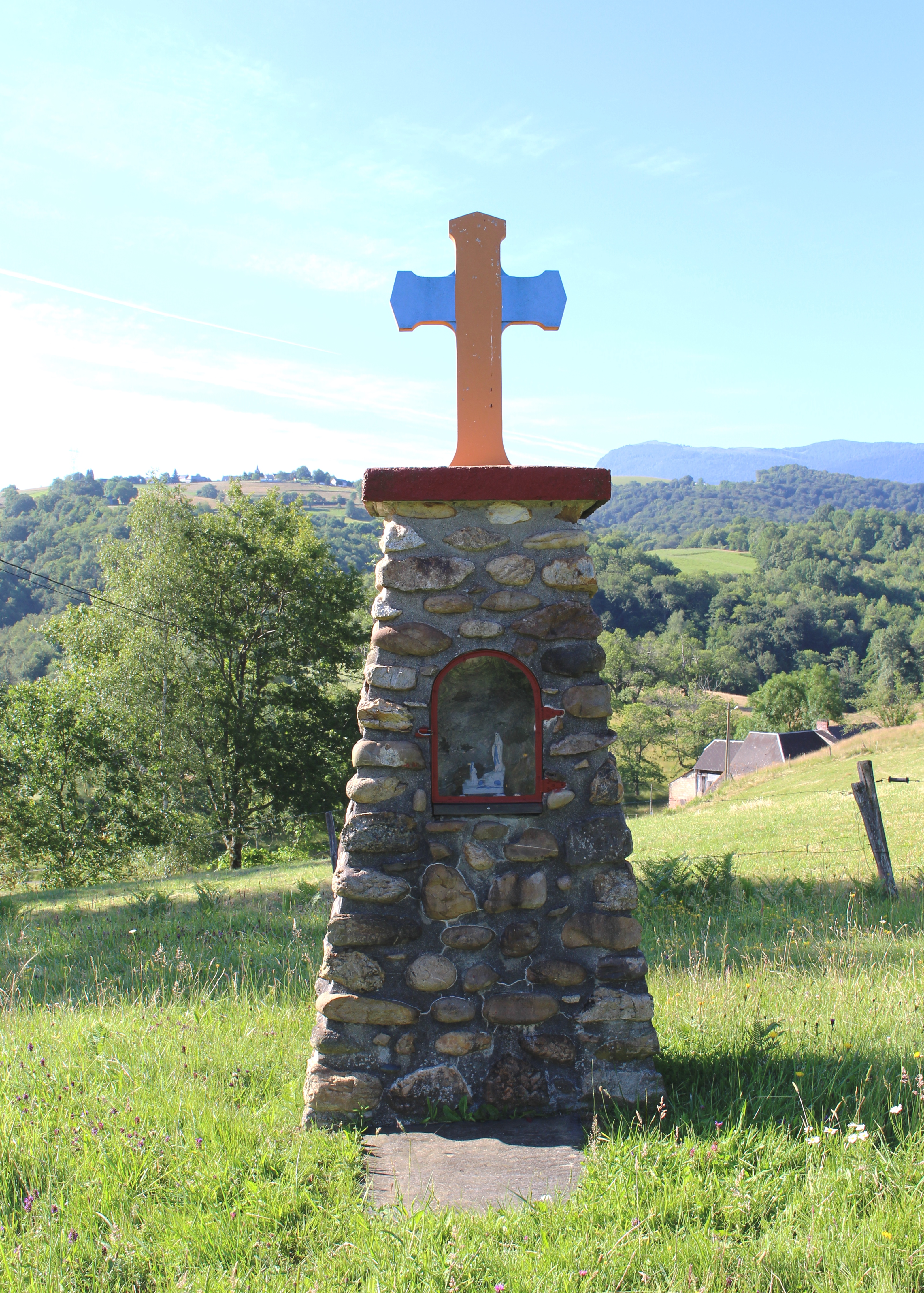
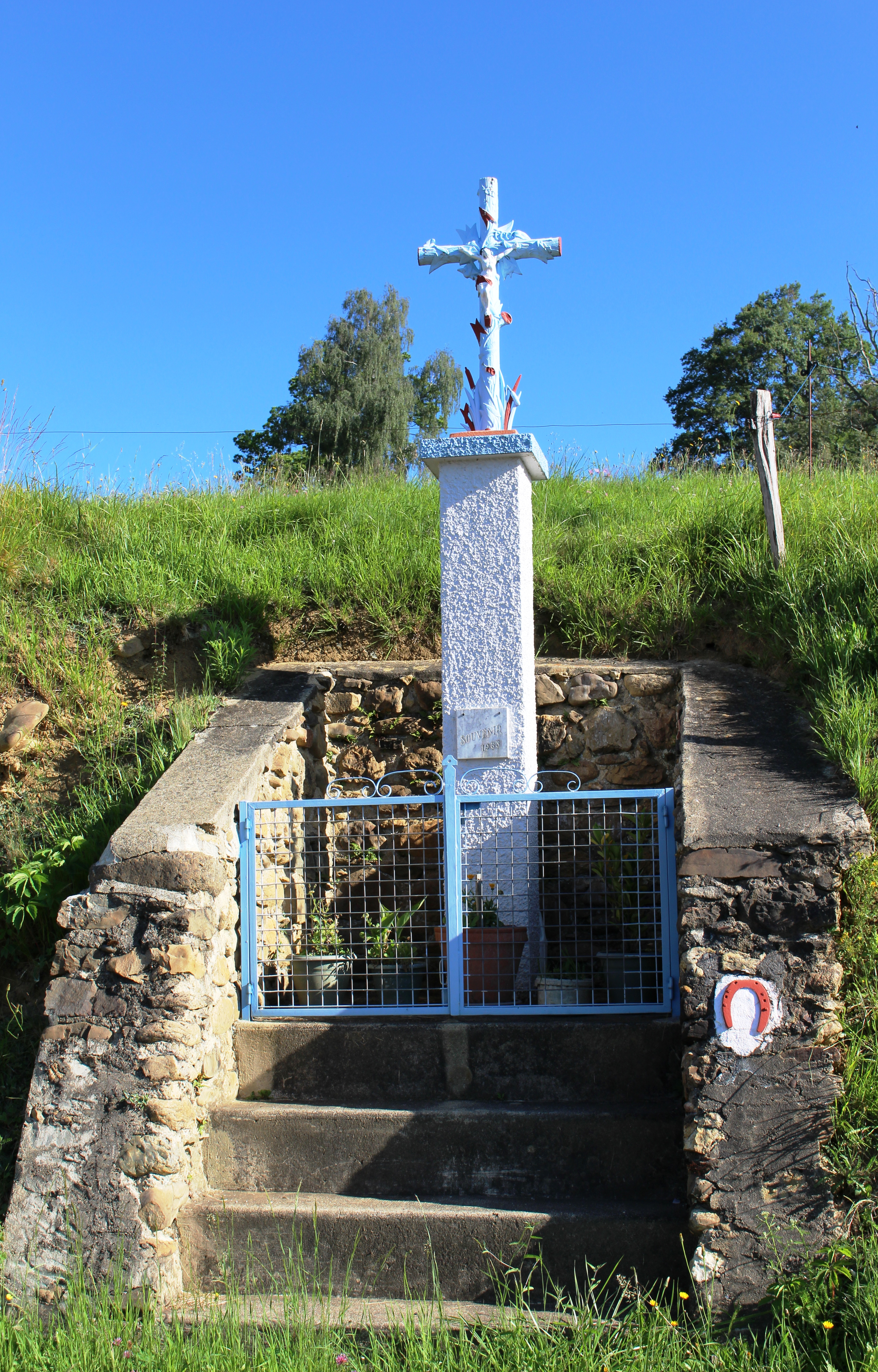
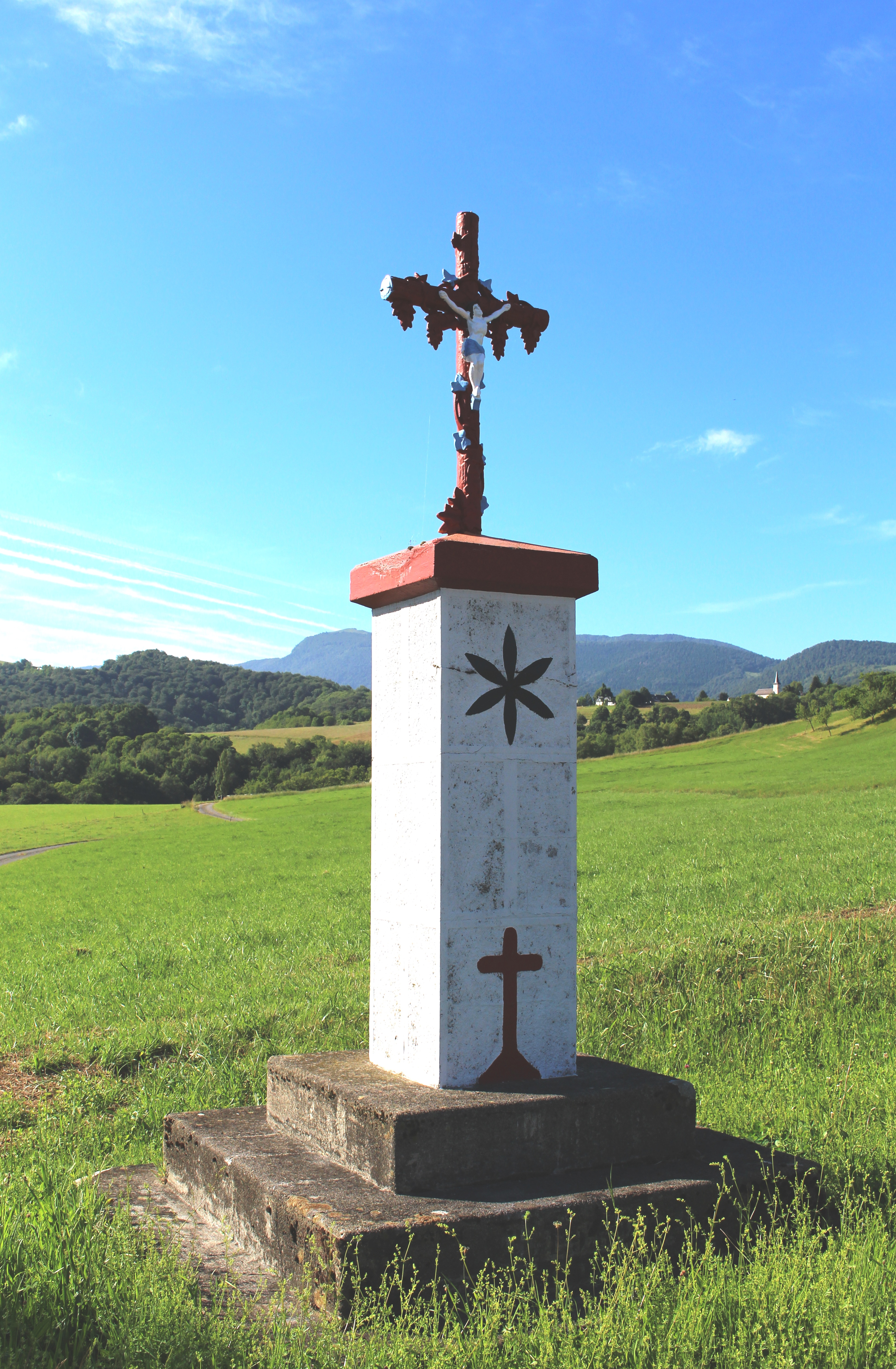

- Village perché ;
- Petite motte féodale au lieu-dit Castet ;
- Église de l'Assomption d'Argelès-Bagnères rurale gothique tardif, remaniée XVIIe/XVIIIe ;
- Collines boisées ;
- Vue sur la chaîne des Pyrénées, en particulier sur le pic du Midi de Bigorre ;
- Rives des 3 Luz ;
- Moulin ;
- Scierie.

Sélection de vues de l'église de l'Assomption en 2016.
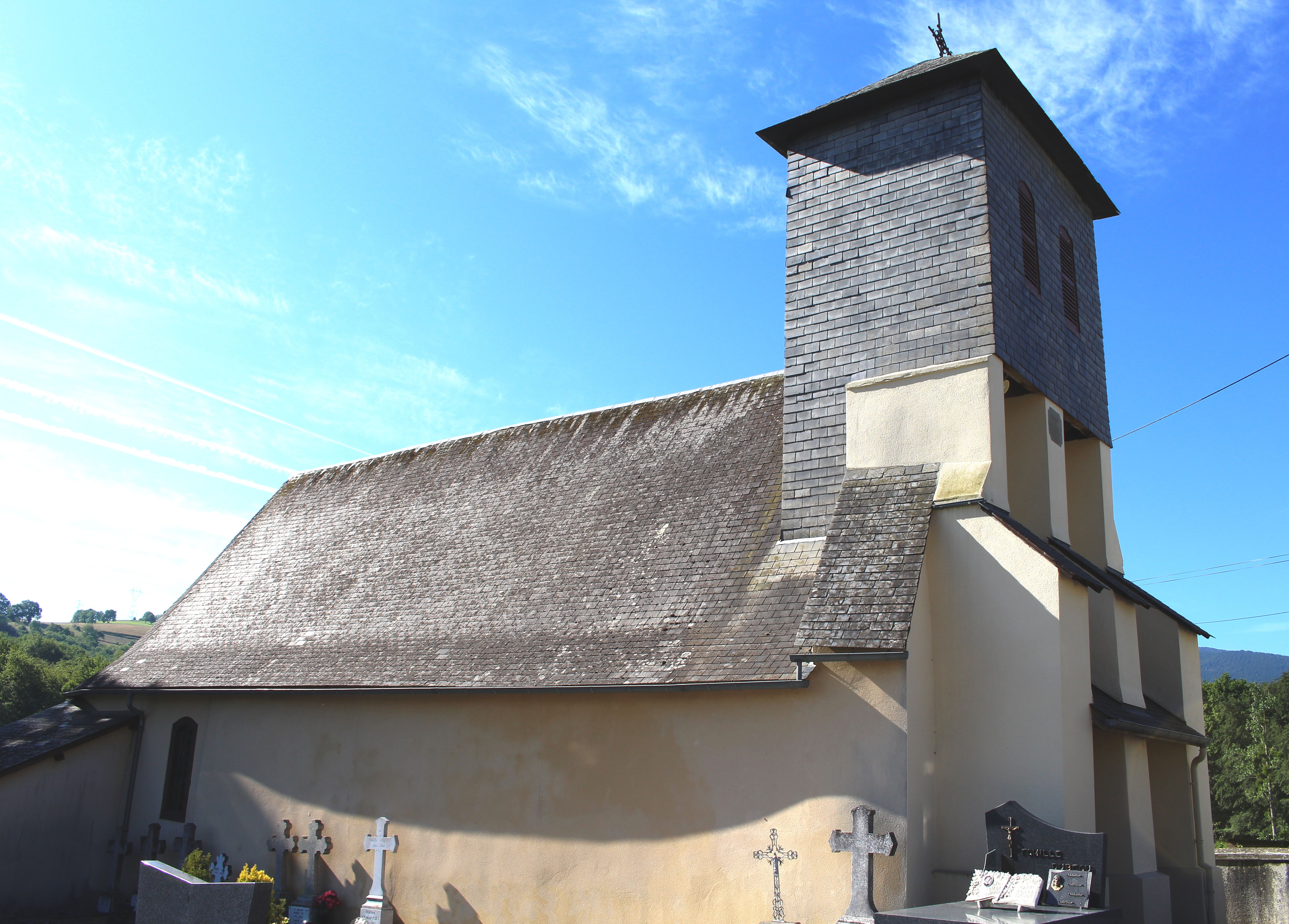
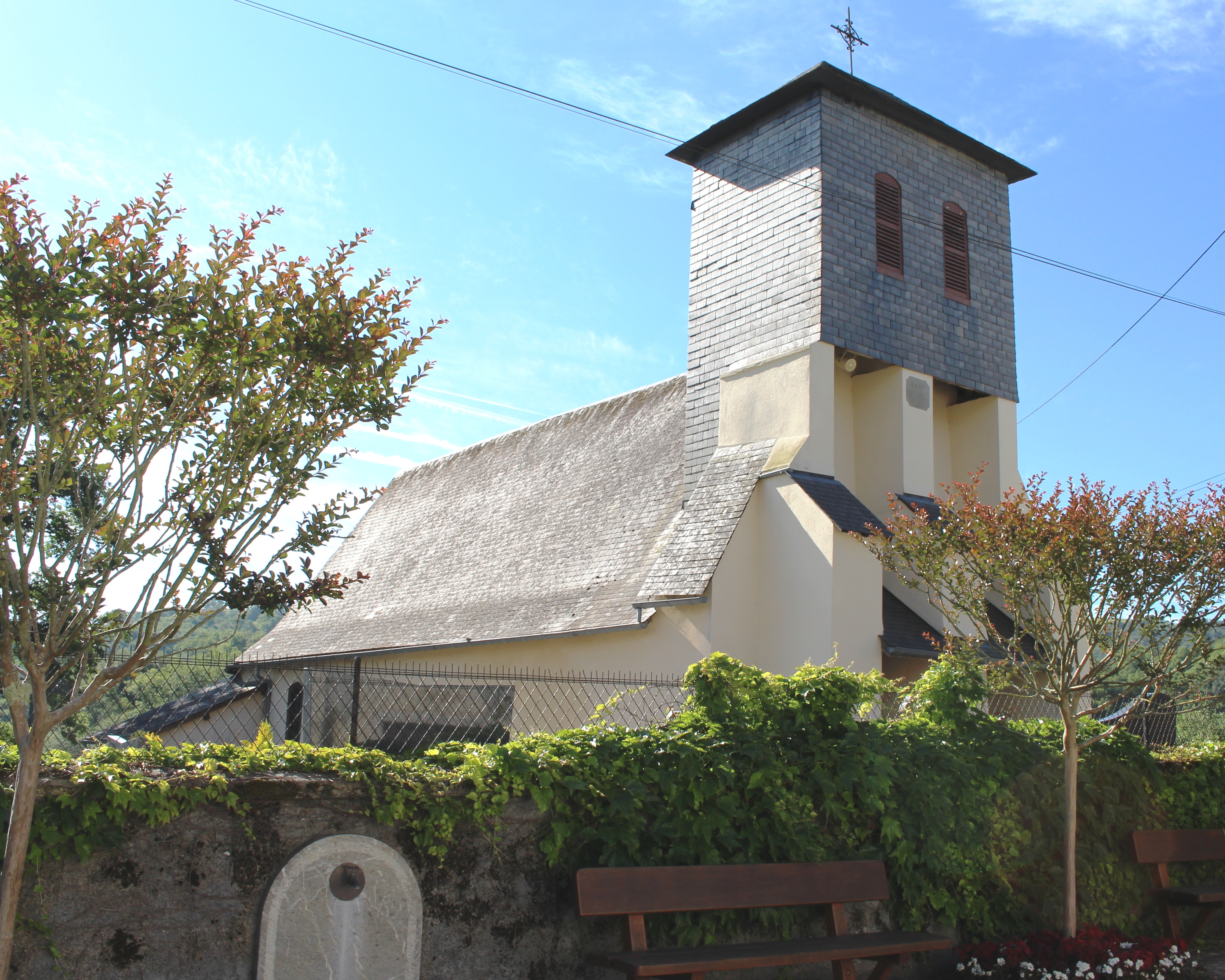

- Croix.

### Héraldique
| Blason de Argelès-Bagnères | Blason  | D'azur à la branche de lys fleurie de trois pièces d'argent tigées et feuillées du même, sur une terrasse de gueules, au chef d'or chargé d'une hostie du second* chargée des lettres IHS capitales de sable, accostée de deux fleurs de lys du second*. |
| Blason de Argelès-Bagnères | Détails | * Il y a là non-respect de la règle de contrariété des couleurs : ces armes sont fautives (argent sur or, interdit en héraldique). |